# Thomas Gräbener
Thomas Gräbener (* 15. Juni 1965) ist ein ehemaliger deutscher Fußballspieler.

## Sportkarriere
Er spielte sowohl bei den Sportfreunden Siegen als auch für Preußen Münster. Für Münster absolvierte er dabei von 1989 bis 1991 63 Spiele in der 2. Bundesliga, in denen er insgesamt 2 Tore erzielte.
Nach der aktiven Karriere ist Gräbener bei den Alten Herren des TuS Wilnsdorf-Wilgersdorf aktiv.